# Солнечный зайчик
Солнечный зайчик, или просто зайчик — пятно света, появляющееся на поверхности чего-либо в результате отражения солнечных лучей каким-либо предметом (стеклом, зеркалом), которое образует сосредоточение света на небольшом ограниченном участке. Движение отражающего предмета даёт движение на какой-либо поверхности (лучше проявляется на ровной поверхности — потолок, стены) бегающих световых пятен — солнечных зайчиков. Это значение слова «зайчик» примыкает к его значению как синонима слова заяц.